# Synagoge (Plaňany)
Koordinaten: 50° 3′ 6,1″ N, 15° 1′ 58,1″ O

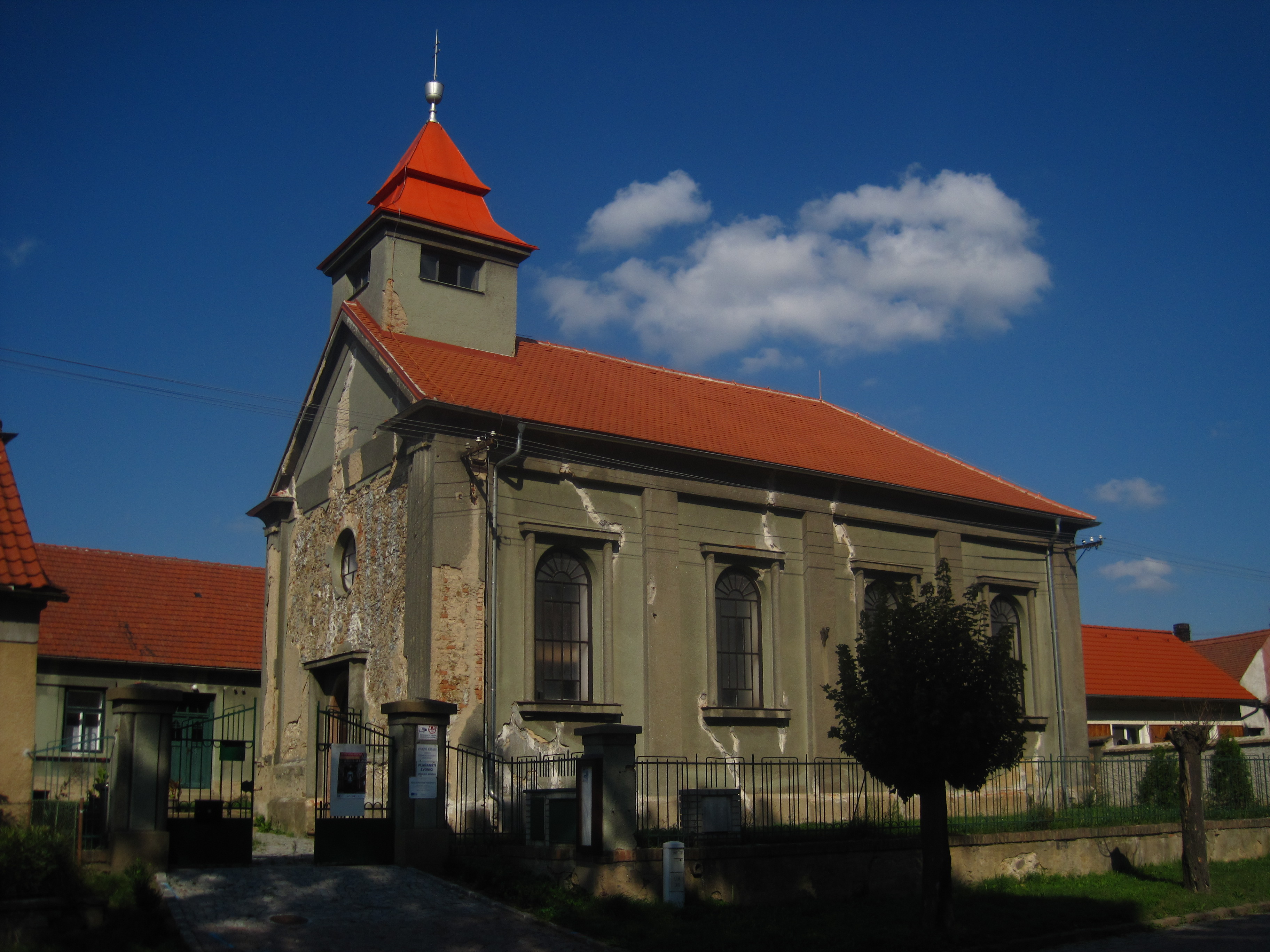
Synagoge in Plaňany

Die Synagoge in Plaňany,  einer tschechischen Gemeinde im Okres Kolín der Mittelböhmischen Region, wurde 1864 errichtet. Die profanierte Synagoge ist seit 2006 ein geschütztes Kulturdenkmal.
Das Gebäude im Stil des Historismus wurde in den 1929er Jahren von der Hussitenkirche gekauft und umgebaut.